# Метод эквивалентного генератора
Метод эквивалентного генератора — метод преобразования электрических цепей, в котором схемы, состоящие из нескольких ветвей с источниками ЭДС, приводятся к одной ветви с эквивалентным значением.

## Применение
Метод эквивалентного генератора используется при расчёте сложных схем, в которых одна ветвь выделяется в качестве сопротивления нагрузки, и требуется исследовать и получить зависимость токов в цепи от величины сопротивления нагрузки.
В соответствии с данным методом неизменная часть схемы преобразовывается к одной ветви, содержащей ЭДС и внутреннее сопротивление эквивалентного генератора.

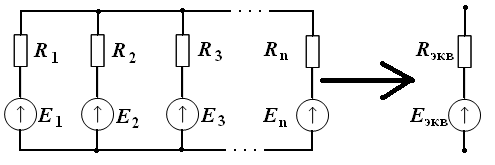
Применение метода эквивалентного генератора

ЭДС эквивалентного генератора определяется по формуле:
{\displaystyle E_{eqv}={\frac {\sum _{i=1}^{n}{E_{i}G_{i}}}{\sum _{i=1}^{n}{G_{i}}}}={\frac {{E_{1}G_{1}}+{E_{2}G_{2}}+{E_{3}G_{3}}+\ldots +{E_{n}G_{n}}}{G_{1}+G_{2}+G_{3}+\ldots +G_{n}}},}
где:
{\displaystyle G_{i}} — проводимость участка цепи, равная {\displaystyle {\frac {1}{R_{i}}}.}
Для определения эквивалентного сопротивления генератора применяется расчет последовательно и параллельно соединённых сопротивлений, а также, в случае более сложных схем, применяют преобразование треугольник-звезда.
После определения параметров эквивалентного генератора можно определить ток в нагрузке при любом значении сопротивления нагрузки по формуле:
{\displaystyle I_{H}={\frac {E_{eqv}}{R_{eqv}+R_{H}}}.}
Любой сколь угодно сложный активный двухполюсник можно представить эквивалентным генератором, ЭДС которого равна напряжению холостого хода на зажимах двухполюсника, а внутреннее сопротивление равно входному сопротивлению пассивного двухполюсника со стороны тех же зажимов. При определении входного сопротивления все источники должны быть заменены своими внутренними сопротивлениями — источники ЭДС закорачиваются, а источники тока размыкаются.